# Ataques aéreos a Carquive de maio de 2024
Entre os dias 23 e 31 de maio de 2024, inúmeros ataques aéreos contra Carquive, a segunda maior cidade da Ucrânia, e arredores foram perpetrados pelas Forças Armadas da Rússia, fazendo com que ao menos 33 civis ucranianos morressem e 150 ficassem feridos.

## Pano de fundo
No dia 10 de maio, a Rússia lançou uma nova ofensiva contra o Oblast de Carquive, alocando naquela data até oito mil soldados para tal ataque, de acordo com a inteligência ucraniana. A capital homônima do oblast fica a 30km da fronteira russo-ucraniana, o que facilita ataques aéreos das forças invasoras contra a cidade.

## Ataques
No dia 23 de maio, as forças russas dispararam 15 mísseis contra Carquive e as pequenas cidades de Liubotyn e Derhachi, mirando a infraestrutura civil, incluindo a de transporte local. Na capital, uma das maiores gráficas da Europa, a Factor Druk, em que por volta 50 pessoas estavam trabalhando no momento do ataque, foi atingida. Naquele dia, sete pessoas foram mortas -todas na gráfica- e, ao todo, 41 ficaram feridas. Por volta de 40% do material didático que seria distribuído no próximo período escolar foi perdido em um fogo que se seguiu ao bombardeio, assim como toda primeira tiragem de Words and Bullets, uma coletânea de entrevistas com foco na invasão russa que contou com a participação da escritora Victoria Amelina, morta em um ataque a Kramatorsk em junho de 2023.
Depois da meia-noite, na madrugada do dia 25, tropas russas lançaram mísseis de um sistema s-300 contra o distrito de Slobodsky, em Carquive, destruindo uma parte de um liceu e 31 carros próximos.
Por volta das 16h do mesmo dia, contudo, a Rússia perpetrou um bombardeio se utilizando de duas bombas UMPB D30-SN, disparadas do oblast de Belgorod. As bombas atingiram um hipermercado Epicentr K, causando um incêndio em uma área de mais de dez mil metros quadrados. Devido ao horário do bombardeio, estima-se que por volta de 200 ucranianos estavam fazendo suas compras no momento. Ao menos 19 civis perderam suas vidas, incluindo uma menina de 12 anos e um garoto de 17 anos de idade, com mais de 54 ficando feridos.
Em torno de uma hora depois, as forças de invasão lançaram outra bomba, desta vez em um parque de Carquive, atingindo um campo esportivo. Não houve mortos ou feridos, pois a bomba falhou em detonar, sendo removida do campo pouco depois. Às 19h, um ataque aéreo com mísseis S-300 atingiu uma área residencial da cidade, deixando 18 feridos.
Pouco após as 16:00 do dia 27 de maio, as forças russas atacaram uma área que concentrava algumas empresas no Distrito de Kholodnohirskyi utilizando-se de uma bomba de precisão, atingindo uma fábrica de doces e outra de maquinário agrícola. Nesta última, uma civil ucraniana perdeu a vida. Ao todo, 12 pessoas ficaram feridas. Por volta do mesmo horário, outra bomba do tipo foi usada contra o Distrito de Shevchenkiv, mas não foram reportadas vítimas.
Minutos antes da meia-noite, ainda no dia 30 de maio, a força de invasão russa lançou, com mísseis do sistema S-300, uma ataque contra Novobavarsky, área residencial de Carquive. Um prédio residencial foi atingido, no que cinco civis perderam suas vidas e 25 ficaram feridos. Em um ataque no estilo double tap (lit.  "Ataque duplo"), minutos depois da meia-noite, as forças russas lançaram outro míssil, que caiu perto do edifício atingido. Ainda, uma oficina de costura foi atingida, com o segurança que lá trabalhava morrendo em decorrência. Uma loja instalada em um prédio de três andares também foi atacada, mas não houve vítimas.

## Reações
O presidente da Ucrânia, Volodymyr Zelensky, alertou que o ataque do dia 23 é um lembrete de que os parceiros de seu país não estão fazendo o suficiente para ajudar em seu esforço de defesa, dizendo que "essa fraqueza não é nossa fraqueza, mas a do mundo, que já pelo terceiro ano consecutivo não ousa lidar com os terroristas exatamente como eles merecem". Sobre o dia 25, Zelensky disse se tratar de "mais um exemplo da loucura russa".
A coordenadora de ações humanitárias das Nações Unidas na Ucrânia, Denise Brown, disse que os ataques aéreos são "totalmente inaceitáveis", lembrando que "dirigir intencionalmente um ataque contra a infraestrutura civil é estritamente proibido pelo direito humanitário internacional".